# The Tap Dance Kid
The Tap Dance Kid (en español: El Chico del Tap) es un musical de Broadway basado en la novela de la escritora Louise Fitzhug fue escrito por Charles Blackwell

## Producción
El musical abrió en Broadway el 21 de diciembre de 1983, dirigido por Jerry Zaks la coreografía fue compuesta por Danny Daniels en el Panthages Teathre de Los Ángeles, California en Estados Unidos, en 1996 también se vio en Chicago y Miami, la recepción de esta obra fue bastante buena y estuvo nominada varias oportunidades en los Premios Tony.
- Datos: Q7768114